# Copa da Colômbia de Futebol de 2024
A Copa Colômbia de 2024, oficialmente a Copa BetPlay Dimayor 2024 por razões de patrocínio, foi a 22ª edição da Copa Colômbia, a competição nacional de clubes filiados à DIMAYOR, o órgão dirigente do do futebol de clubes profissionais na Colômbia. O torneio é disputado por 36 equipes e teve início em 5 de março. Está previsto que termine em novembro de 2024, tendo o campeão o direito a vaga para a Copa Sul-Americana de 2025.
O Atlético Nacional será o defensor do título, tendo vencido a competição na edição mais recente.

## Formato
O formato para a Copa Colômbia de 2024 é o mesmo da edição anterior, mantendo o seu formato de partidas de ida e volta, de eliminação única. A primeira fase foi disputada pelas oito equipes pior colocadas nas tabelas agregadas dos torneios Primera A e Primera B de 2023, com as equipes enfrentando outras de divisões diferentes. Os vencedores enfrentaram os clubes restantes da Primera B na segunda fase, com os vencedores destes duelos avançaram para a terceira fase, onde foi realizado um novo sorteio. Na quarta fase, as oitavas de final, entraram os 12 clubes restantes da primeira divisão, aos quais se juntaram os da rodada anterior. As chaves e os mandos de campo foram sorteados em todas as fases até as quartas de final, onde foram sorteados o restante das chaves e os mandos de campo até a final.

## Datas
O cronograma da competição será o seguinte:
| Fase             | Data do sorteio | Primeiro jogo                 | Segundo jogo                    |
| ---------------- | --------------- | ----------------------------- | ------------------------------- |
| Primera fase     | 23 de janeiro   | 5-7 de março                  | 19-21 de março                  |
| Segunda fase     | 22 de março     | 8-10 de abril                 | 23-25 de abril                  |
| Terceira fase    | 28 de abril     | 8-15 de maio                  | 15/16 de maio - 28/29 de agosto |
| Oitavas de final | 30 de agosto    | 11 de setembro - 1 de outubro | 19 de setembro - 8 de outubro   |
| Quartas de final | 3 de outubro    | 17-22 de outubro              | 23-25 de outubro                |
| Semifinais       | 3 de outubro    | 30-31 de outubro              | 17 de novembro                  |
| Finais           | 3 de outubro    | 12 de dezembro                | 15 de dezembro                  |

## Participantes
| Primeira Fase | Segunda Fase | Primeira Fase | Oitavas de final |
| Segunda Divisão | Segunda Divisão | Primeira Divisão | Primeira Divisão |
| - Atlético FC - Barranquilla - Boca Juniors de Cali - Bogotá - Orsomarso - Real Santander - Real Cundinamarca - Tigres | - Cúcuta Deportivo - Deportes Quindío - Fortaleza CEIF - Internacional de Palmira - Leones - Llaneros - Patriotas - Real Cartagena | - Atlético Bucaramanga - Atlético Huila - Deportivo Pereira - Envigado - Jaguares - Once Caldas - Santa Fe - Unión Magdalena | - Águilas Doradas - Alianza - América de Cali - Atlético Nacional - Boyacá Chicó - Deportes Tolima - Deportivo Cali - Deportivo Pasto - Independiente Medellín - Junior de Barranquilla - La Equidad - Millonarios |

## Primera fase
Os clubes da segunda divisão foram sorteados de acordo com a colocação na tabela agregada de 2023.
| Equipe 1             | Total          | Equipe 2             | 1.º jogo | 2.º jogo |
| -------------------- | -------------- | -------------------- | -------- | -------- |
| Atlético Bucaramanga | 10 – 5         | Real Santander       | 6 – 2    | 4 – 3    |
| Bogotá               | 1 – 6          | Once Caldas          | 0 – 2    | 1 – 4    |
| Barranquilla         | 2 – 4          | Atlético Huila       | 1 – 3    | 1 – 1    |
| Deportivo Pereira    | 2 – 0          | Real Cundinamarca    | 2 – 0    | 0 – 0    |
| Santa Fe             | 4 – 2          | Boca Juniors de Cali | 3 – 1    | 1 – 1    |
| Envigado             | 2 – 0          | Orsomarso            | 1 – 0    | 1 – 0    |
| Atlético FC          | 2 – 4          | Jaguares             | 1 – 2    | 1 – 2    |
| Tigres               | 3 – 3 (4–2 p.) | Unión Magdalena      | 2 – 1    | 1 – 2    |

## Segunda fase
Os 8 vencedores da primeira fase foram emparelhados contra os 8 melhores clubes da segunda divisão de acordo com a tabela agregada de 2023. O local para os jogos de ida e volta foi decidido por sorteio.
| Equipe 1                 | Total          | Equipe 2         | 1.º jogo | 2.º jogo |
| ------------------------ | -------------- | ---------------- | -------- | -------- |
| Atlético Huila           | 3 – 3 (3–4 p.) | Real Cartagena   | 2 – 0    | 1 – 3    |
| Fortaleza CEIF           | 3 – 1          | Once Caldas      | 2 – 1    | 1 – 0    |
| Atlético Bucaramanga     | 6 – 0          | Patriotas        | 3 – 0    | 3 – 0    |
| Deportivo Pereira        | 2 – 2 (4–3 p.) | Leones           | 1 – 1    | 1 – 1    |
| Envigado                 | 6 – 4          | Deportes Quindío | 3 – 2    | 3 – 2    |
| Llaneros                 | 3 – 3 (3–4 p.) | Jaguares         | 2 – 2    | 1 – 1    |
| Internacional de Palmira | 2 – 3          | Santa Fe         | 2 – 2    | 0 – 1    |
| Cúcuta Deportivo         | 0 – 1          | Tigres           | 0 – 0    | 0 – 1    |

## Terceira fase
Os 8 vencedores da segunda fase foram emparelhados em quatro chaves, o local para os jogos de ida e volta foi decidido por sorteio. Os vencedores dessas chaves se juntarão nas oitavas de final aos 12 melhores clubes da primeira divisão de acordo com a tabela acumulada da temporada anterior.
| Equipe 1          | Total | Equipe 2             | 1.º jogo | 2.º jogo |
| ----------------- | ----- | -------------------- | -------- | -------- |
| Santa Fe          | 2 – 4 | Atlético Bucaramanga | 1 – 1    | 1 – 3    |
| Envigado          | 3 – 2 | Real Cartagena       | 2 – 0    | 1 – 2    |
| Tigres            | 5 – 6 | Jaguares             | 5 – 3    | 0 – 3    |
| Deportivo Pereira | 0 – 2 | Fortaleza CEIF       | 0 – 1    | 0 – 1    |

## Fase final
Nas oitavas entrarão os doze melhores da tabela agregada da primeira divisão de 2023. Caso hajam empates nos confrontos, eles serão decididos por uma disputa de pênaltis. O primeiro time de cada chave joga a partida de ida em casa.

### Chaveamento
|  | Oitavas de final              | Oitavas de final              | Oitavas de final              | Oitavas de final              |       |                 | Quartas de final              | Quartas de final              | Quartas de final              | Quartas de final              |  |                      | Semifinais                     | Semifinais                     | Semifinais                     | Semifinais                     |                   |   | Final                           | Final                           | Final                           | Final                           |
|  | 11 de setembro - 8 de outubro | 11 de setembro - 8 de outubro | 11 de setembro - 8 de outubro | 11 de setembro - 8 de outubro |       |                 | 17 de outubro - 25 de outubro | 17 de outubro - 25 de outubro | 17 de outubro - 25 de outubro | 17 de outubro - 25 de outubro |  |                      | 30 de outubro - 17 de novembro | 30 de outubro - 17 de novembro | 30 de outubro - 17 de novembro | 30 de outubro - 17 de novembro |                   |   | 12 de dezembro - 15 de dezembro | 12 de dezembro - 15 de dezembro | 12 de dezembro - 15 de dezembro | 12 de dezembro - 15 de dezembro |
|  |                               |                               |                               |                               |       |                 |                               |                               |                               |                               |  |                      |                                |                                |                                |                                |                   |   |                                 |                                 |                                 |                                 |
|  | Envigado                      | 0                             | 0                             | 0                             |       |                 |                               |                               |                               |                               |  |                      |                                |                                |                                |                                |                   |   |                                 |                                 |                                 |                                 |
|  | Jaguares                      | 0                             | 1                             | 1                             |       |                 |                               |                               |                               |                               |  |                      |                                |                                |                                |                                |                   |   |                                 |                                 |                                 |                                 |
|  | Jaguares                      | 0                             | 1                             | 1                             |       | Jaguares        | 1                             | 1                             | 2                             |                               |  |                      |                                |                                |                                |                                |                   |   |                                 |                                 |                                 |                                 |
|  |                               |                               |                               |                               |       | Jaguares        | 1                             | 1                             | 2                             |                               |  |                      |                                |                                |                                |                                |                   |   |                                 |                                 |                                 |                                 |
|  |                               | Atlético Nacional             | 3                             | 2                             | 5     |                 |                               |                               |                               |                               |  |                      |                                |                                |                                |                                |                   |   |                                 |                                 |                                 |                                 |
|  | Alianza                       | Atlético Nacional             | 3                             | 2                             | 5     | 1               | 1                             | 2                             |                               |                               |  |                      |                                |                                |                                |                                |                   |   |                                 |                                 |                                 |                                 |
|  | Alianza                       |                               |                               |                               |       | 1               | 1                             | 2                             |                               |                               |  |                      |                                |                                |                                |                                |                   |   |                                 |                                 |                                 |                                 |
|  | Atlético Nacional             | 1                             | 2                             | 3                             |       |                 |                               |                               |                               |                               |  |                      |                                |                                |                                |                                |                   |   |                                 |                                 |                                 |                                 |
|  | Atlético Nacional             | 1                             | 2                             | 3                             |       |                 |                               |                               |                               |                               |  | Atlético Nacional    | 2                              | 0                              | 2                              |                                |                   |   |                                 |                                 |                                 |                                 |
|  |                               |                               |                               |                               |       |                 |                               |                               |                               |                               |  | Atlético Nacional    | 2                              | 0                              | 2                              |                                |                   |   |                                 |                                 |                                 |                                 |
|  |                               | Independiente Medellín        | 0                             | 1                             | 1     |                 |                               |                               |                               |                               |  |                      |                                |                                |                                |                                |                   |   |                                 |                                 |                                 |                                 |
|  | Boyacá Chicó (p.)             | Independiente Medellín        | 0                             | 1                             | 1     | 2               | 0                             | 2 (3)                         |                               |                               |  |                      |                                |                                |                                |                                |                   |   |                                 |                                 |                                 |                                 |
|  | Boyacá Chicó (p.)             |                               |                               |                               |       | 2               | 0                             | 2 (3)                         |                               |                               |  |                      |                                |                                |                                |                                |                   |   |                                 |                                 |                                 |                                 |
|  | Águilas Doradas               | 1                             | 1                             | 2 (1)                         |       |                 |                               |                               |                               |                               |  |                      |                                |                                |                                |                                |                   |   |                                 |                                 |                                 |                                 |
|  | Águilas Doradas               | 1                             | 1                             | 2 (1)                         |       | Boyacá Chicó    | 3 (W.O.)                      | 0                             | 3 (0)                         |                               |  |                      |                                |                                |                                |                                |                   |   |                                 |                                 |                                 |                                 |
|  |                               |                               |                               |                               |       | Boyacá Chicó    | 3 (W.O.)                      | 0                             | 3 (0)                         |                               |  |                      |                                |                                |                                |                                |                   |   |                                 |                                 |                                 |                                 |
|  |                               | Independiente Medellín (p.)   | 0                             | 3                             | 3 (3) |                 |                               |                               |                               |                               |  |                      |                                |                                |                                |                                |                   |   |                                 |                                 |                                 |                                 |
|  | Independiente Medellín (p.)   | Independiente Medellín (p.)   | 0                             | 3                             | 3 (3) | 2               | 0                             | 2 (4)                         |                               |                               |  |                      |                                |                                |                                |                                |                   |   |                                 |                                 |                                 |                                 |
|  | Independiente Medellín (p.)   |                               |                               |                               |       | 2               | 0                             | 2 (4)                         |                               |                               |  |                      |                                |                                |                                |                                |                   |   |                                 |                                 |                                 |                                 |
|  | Junior de Barranquilla        | 0                             | 2                             | 2 (3)                         |       |                 |                               |                               |                               |                               |  |                      |                                |                                |                                |                                |                   |   |                                 |                                 |                                 |                                 |
|  | Junior de Barranquilla        | 0                             | 2                             | 2 (3)                         |       |                 |                               |                               |                               |                               |  |                      |                                |                                |                                |                                | Atlético Nacional | 3 | 0                               | 3                               |                                 |                                 |
|  |                               |                               |                               |                               |       |                 |                               |                               |                               |                               |  |                      |                                |                                |                                |                                |                   | 3 | 0                               | 3                               |                                 |                                 |
|  |                               | América de Cali               | 1                             | 0                             | 1     |                 |                               |                               |                               |                               |  |                      |                                |                                |                                |                                |                   |   |                                 |                                 |                                 |                                 |
|  | Deportes Tolima               | América de Cali               | 1                             | 0                             | 1     | 1               | 1                             | 2                             |                               |                               |  |                      |                                |                                |                                |                                |                   |   |                                 |                                 |                                 |                                 |
|  | Deportes Tolima               |                               |                               |                               |       | 1               | 1                             | 2                             |                               |                               |  |                      |                                |                                |                                |                                |                   |   |                                 |                                 |                                 |                                 |
|  | Deportivo Pasto               | 2                             | 1                             | 3                             |       |                 |                               |                               |                               |                               |  |                      |                                |                                |                                |                                |                   |   |                                 |                                 |                                 |                                 |
|  | Deportivo Pasto               | 2                             | 1                             | 3                             |       | Deportivo Pasto | 1                             | 0                             | 1                             |                               |  |                      |                                |                                |                                |                                |                   |   |                                 |                                 |                                 |                                 |
|  |                               |                               |                               |                               |       | Deportivo Pasto | 1                             | 0                             | 1                             |                               |  |                      |                                |                                |                                |                                |                   |   |                                 |                                 |                                 |                                 |
|  |                               | Atlético Bucaramanga          | 2                             | 0                             | 2     |                 |                               |                               |                               |                               |  |                      |                                |                                |                                |                                |                   |   |                                 |                                 |                                 |                                 |
|  | Millonarios                   | Atlético Bucaramanga          | 2                             | 0                             | 2     | 0               | 1                             | 1 (2)                         |                               |                               |  |                      |                                |                                |                                |                                |                   |   |                                 |                                 |                                 |                                 |
|  | Millonarios                   |                               |                               |                               |       | 0               | 1                             | 1 (2)                         |                               |                               |  |                      |                                |                                |                                |                                |                   |   |                                 |                                 |                                 |                                 |
|  | Atlético Bucaramanga (p.)     | 0                             | 1                             | 1 (4)                         |       |                 |                               |                               |                               |                               |  |                      |                                |                                |                                |                                |                   |   |                                 |                                 |                                 |                                 |
|  | Atlético Bucaramanga (p.)     | 0                             | 1                             | 1 (4)                         |       |                 |                               |                               |                               |                               |  | Atlético Bucaramanga | 1                              | 0                              | 1 (4)                          |                                |                   |   |                                 |                                 |                                 |                                 |
|  |                               |                               |                               |                               |       |                 |                               |                               |                               |                               |  | Atlético Bucaramanga | 1                              | 0                              | 1 (4)                          |                                |                   |   |                                 |                                 |                                 |                                 |
|  |                               | América de Cali               | 1                             | 0                             | 1 (5) |                 |                               |                               |                               |                               |  |                      |                                |                                |                                |                                |                   |   |                                 |                                 |                                 |                                 |
|  | América de Cali               | América de Cali               | 1                             | 0                             | 1 (5) | 2               | 0                             | 2                             |                               |                               |  |                      |                                |                                |                                |                                |                   |   |                                 |                                 |                                 |                                 |
|  | América de Cali               |                               |                               |                               |       | 2               | 0                             | 2                             |                               |                               |  |                      |                                |                                |                                |                                |                   |   |                                 |                                 |                                 |                                 |
|  | La Equidad                    | 0                             | 0                             | 0                             |       |                 |                               |                               |                               |                               |  |                      |                                |                                |                                |                                |                   |   |                                 |                                 |                                 |                                 |
|  | La Equidad                    | 0                             | 0                             | 0                             |       | América de Cali | 2                             | 0                             | 2                             |                               |  |                      |                                |                                |                                |                                |                   |   |                                 |                                 |                                 |                                 |
|  |                               |                               |                               |                               |       | América de Cali | 2                             | 0                             | 2                             |                               |  |                      |                                |                                |                                |                                |                   |   |                                 |                                 |                                 |                                 |
|  |                               | Deportivo Cali                | 0                             | 0                             | 0     |                 |                               |                               |                               |                               |  |                      |                                |                                |                                |                                |                   |   |                                 |                                 |                                 |                                 |
|  | Fortaleza CEIF                | Deportivo Cali                | 0                             | 0                             | 0     | 1               | 2                             | 3 (1)                         |                               |                               |  |                      |                                |                                |                                |                                |                   |   |                                 |                                 |                                 |                                 |
|  | Fortaleza CEIF                |                               |                               |                               |       | 1               | 2                             | 3 (1)                         |                               |                               |  |                      |                                |                                |                                |                                |                   |   |                                 |                                 |                                 |                                 |
|  | Deportivo Cali (p.)           | 0                             | 3                             | 3 (4)                         |       |                 |                               |                               |                               |                               |  |                      |                                |                                |                                |                                |                   |   |                                 |                                 |                                 |                                 |

O esquema acima é usado somente para uma visualização melhor dos confrontos. Os confrontos de cada fase foram sorteados. A primeira equipe de cada chave começa a série em casa.

### Oitavas de final
| Equipe 1               | Total          | Equipe 2               | 1.º jogo | 2.º jogo |
| ---------------------- | -------------- | ---------------------- | -------- | -------- |
| América de Cali        | 2 – 0          | La Equidad             | 2 – 0    | 0 – 0    |
| Fortaleza CEIF         | 3 – 3 (1−4 p.) | Deportivo Cali         | 1 – 0    | 2 – 3    |
| Deportes Tolima        | 2 – 3          | Deportivo Pasto        | 1 – 2    | 1 – 1    |
| Millonarios            | 1 – 1 (2−4 p.) | Atlético Bucaramanga   | 0 – 0    | 1 – 1    |
| Independiente Medellín | 2 – 2 (4−3 p.) | Junior de Barranquilla | 2 – 0    | 0 – 2    |
| Boyacá Chicó           | 2 – 2 (3−1 p.) | Águilas Doradas        | 2 – 1    | 0 – 1    |
| Alianza                | 2 – 3          | Atlético Nacional      | 1 – 1    | 1 – 2    |
| Envigado               | 0 – 1          | Jaguares               | 0 – 0    | 0 – 1    |

### Quartas de final
Os vencedores das oitavas de final foram emparelhados em quatro chaves, os mandos de campo também foram sorteados. Nessa fase, também foram sorteados as chaves e o local dos jogos em casa e fora para as semifinais e a final.
| Equipe 1        | Total          | Equipe 2               | 1.º jogo    | 2.º jogo |
| --------------- | -------------- | ---------------------- | ----------- | -------- |
| América de Cali | 2 – 0          | Deportivo Cali         | 2 – 0       | 0 – 0    |
| Deportivo Pasto | 1 – 2          | Atlético Bucaramanga   | 1 – 2       | 0 – 0    |
| Boyacá Chicó    | 3 – 3 (0−3 p.) | Independiente Medellín | 3 – 0 (W.O) | 0 - 3    |
| Jaguares        | 2 – 5          | Atlético Nacional      | 1 – 3       | 1 – 2    |

### Semifinais
| Equipe 1             | Total          | Equipe 2               | 1.º jogo | 2.º jogo |
| -------------------- | -------------- | ---------------------- | -------- | -------- |
| Atlético Nacional    | 2 − 1          | Independiente Medellín | 2 – 0    | 0 – 1    |
| Atlético Bucaramanga | 1 − 1 (4−5 p.) | América de Cali        | 1 – 1    | 0 – 0    |

### Final
| Equipe 1          | Total | Equipe 2        | 1.º jogo | 2.º jogo |
| ----------------- | ----- | --------------- | -------- | -------- |
| Atlético Nacional | 3 − 1 | América de Cali | 3 − 1    | 0 – 0    |

## Premiação
| Copa da Colômbia de Futebol de 2024    |
| Antioquia (departamento)               |
| -------------------------------------- |
| Atlético Nacional Campeão (7.º título) |